# パプアハナドリ科
パプアハナドリ科（パプアハナドリか、学名　Melanocharitidae）は、鳥類スズメ目の科である。
ニューギニアに生息する。

## 系統と分類
Sibleyらにより新設された科で、スズメ小目スズメ上科に分類された。しかしその後カラス上科に近縁とされ、再定義された狭義のカラス小目に含められた。しかしその後ふたたび、スズメ小目に近縁である（しかし含まれない）可能性も指摘されている。
Sibleyらはこの科を2族に分けたが、Rhamphocharis はサンプリングされておらず系統位置は不確実である。
|  | パプアハナドリ属 Melanocharis    |
|  |                                  |
|  | ? メスボシハナドリ Rhamphocharis |
|  |                                  |

|  | コビトミツスイ属 Oedistoma      |
|  |                                 |
|  | ハシナガミツスイ属 Toxorhamphus |
|  |                                 |

|  | パプアハナドリ属 Melanocharis    |
|  |                                  |
|  | ? メスボシハナドリ Rhamphocharis |
|  |                                  |

|  | コビトミツスイ属 Oedistoma      |
|  |                                 |
|  | ハシナガミツスイ属 Toxorhamphus |
|  |                                 |

## 属と種
IOCによると4属10種からなる
- パプアハナドリ属 Melanocharis
  - Melanocharis arfakiana, Obscure Berrypecker, チャイロパプアハナドリ
  - Melanocharis nigra, Black Berrypecker, クロパプアハナドリ
  - Melanocharis longicauda, Mid-mountain Berrypecker, ヤマパプアハナドリ
  - Melanocharis versteri, Fan-tailed Berrypecker, オウギパプアハナドリ
  - Melanocharis striativentris, Streaked Berrypecker, ムナフパプアハナドリ
- Rhamphocharis （Melanocharis から分離）
  - Rhamphocharis crassirostris, Spotted Berrypecker, メスボシハナドリ
- コビトミツスイ属 Oedistoma
  - Oedistoma iliolophus, Dwarf Longbill, オオコビトミツスイ （Toxorhamphus iliolophus）
  - Oedistoma pygmaeum, Pygmy Longbill, コビトミツスイ
- ハシナガミツスイ属 Toxorhamphus
  - Toxorhamphus poliopterus, Grey-winged Longbill, ズグロハシナガミツスイ
  - Toxorhamphus novaeguineae, Yellow-bellied Longbill, ハシナガミツスイ